# Carillón

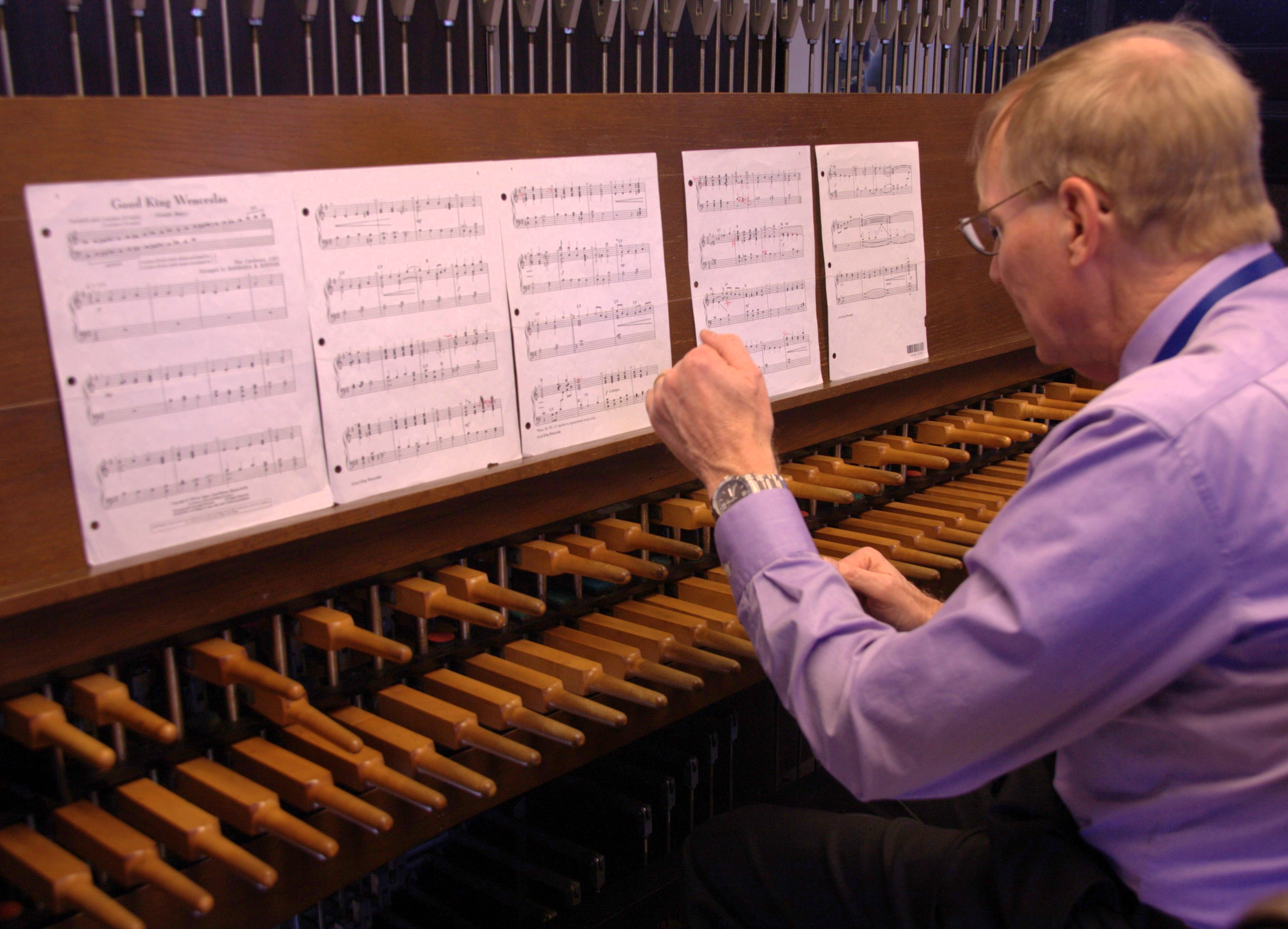
Carillonero en la Clínica Mayo, Estados Unidos

El carillón, órgano aéreo u órgano de campanas es un instrumento de percusión idiófono que consiste en un juego de campanas dispuestas en escala musical que se golpean con un martillo de estas maneras:
- A mano: Parece que esta modalidad ya era conocida en el siglo XI, y ciertamente estaban en uso en el XIII, como lo manifiestan algunas miniaturas presentes en códices.
- Con martillos accionados mediante un "teclado" (en realidad, un juego de palancas con la misma disposición): Esta otra modalidad se empleó por primera vez en Alost (Flandes) en 1487, y se extendería en siglos posteriores: se llegarían a hacer aparatos de hasta ochenta campanas.

También se llaman carillones, aunque impropiamente, a los juegos de campanillas que se hacen sonar simultáneamente sacudiéndolas, sea en juegos de tres o cuatro o en una rueda que gira.
Se llama carillón de láminas al metalófono agudo llamado también lira de láminas o simplemente lira (sobre todo cuando es un modelo empleado para desfile), cuyo nombre internacional es glockenspiel.

## Características

### Construcción

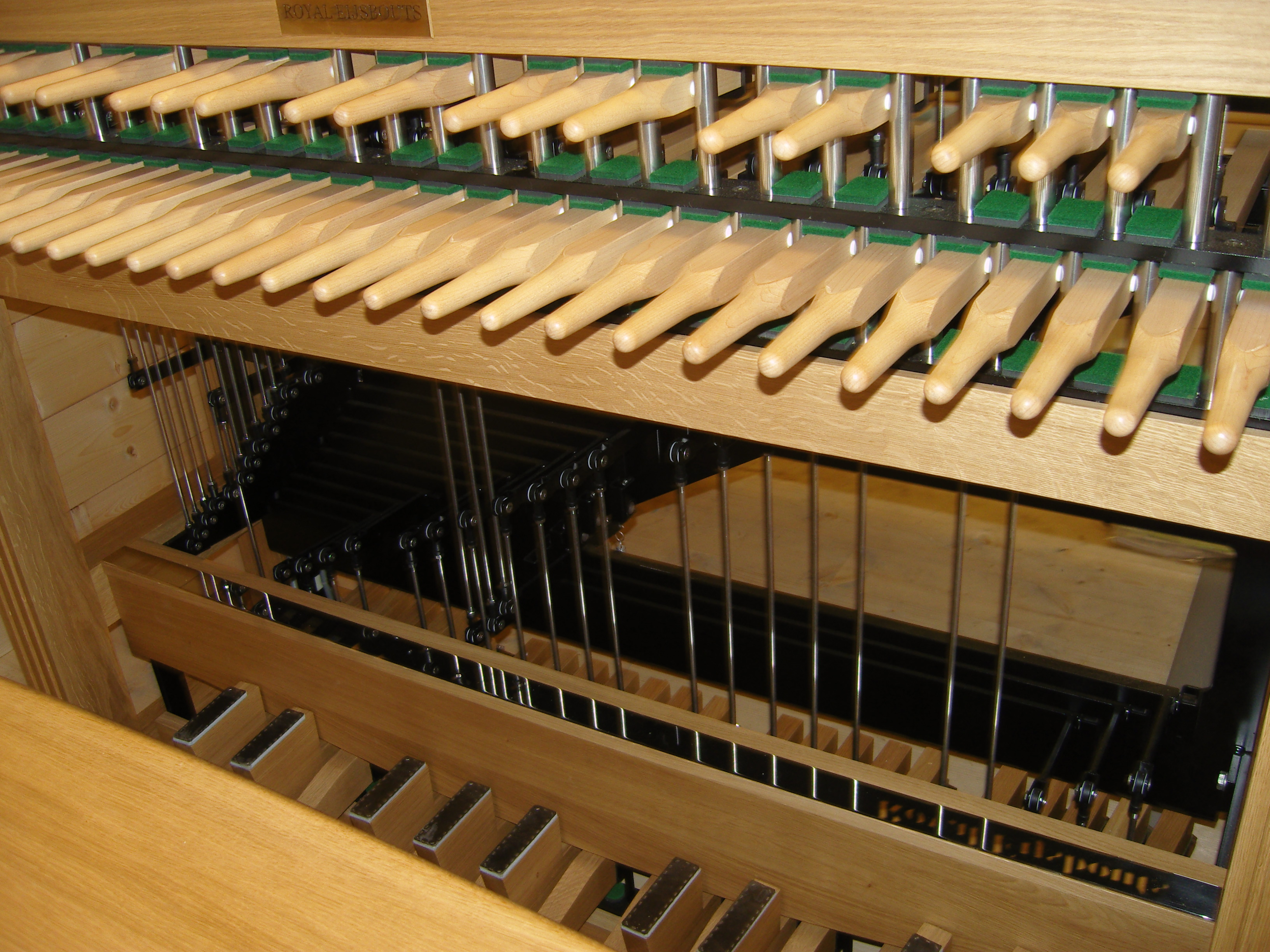
Un teclado de madera de bastones conectado a una pedalera. Consola del carillón en la Iglesia del Sagrado Corazón en Maine-et-Loire, Francia.

El carillón es un instrumento de teclado. Aunque comparte similitudes con otros instrumentos de esta categoría, como el órgano o el piano con pedales, su consola de ejecución es única. Tocar se hace con las manos en un teclado manual compuesto por bastones de madera redondeados. El manual tiene teclas cromáticas cortas (es decir, "teclas negras") elevadas por encima de las teclas diatónicas ("teclas blancas") y dispuestas como un piano; sin embargo, están muy separados y las teclas cromáticas se elevan por encima del resto, unos 10 centímetros. Para operar, las teclas se presionan con el puño cerrado. El más bajo de 1,5 a 2,5 Las octavas del manual están conectadas a un teclado de pedal que se toca con los pies. La conexión es directa, lo que significa que cuando se presiona un pedal, su tecla correspondiente en el manual se empuja hacia abajo con él. A diferencia del órgano o piano de pedal, los pedales del carillón son más cortos, más gruesos y están muy separados. Desde mediados del siglo XX, ha habido dos estándares de diseño de teclado en competencia para la consola de un carillón: el estándar Guild of Carillonneurs en Norteamérica y el estándar del norte de Europa. Se diferencian en varios elementos de diseño, como si los pedales exteriores se curvan hacia el centro o la distancia específica a la que se presiona una tecla.  En 2006, la World Carillon Federation desarrolló el WCF Keyboard 2006, que es un compromiso entre los dos estándares. La organización recomienda que su estándar de teclado se utilice como guía al construir carillones nuevos o renovar teclados existentes.

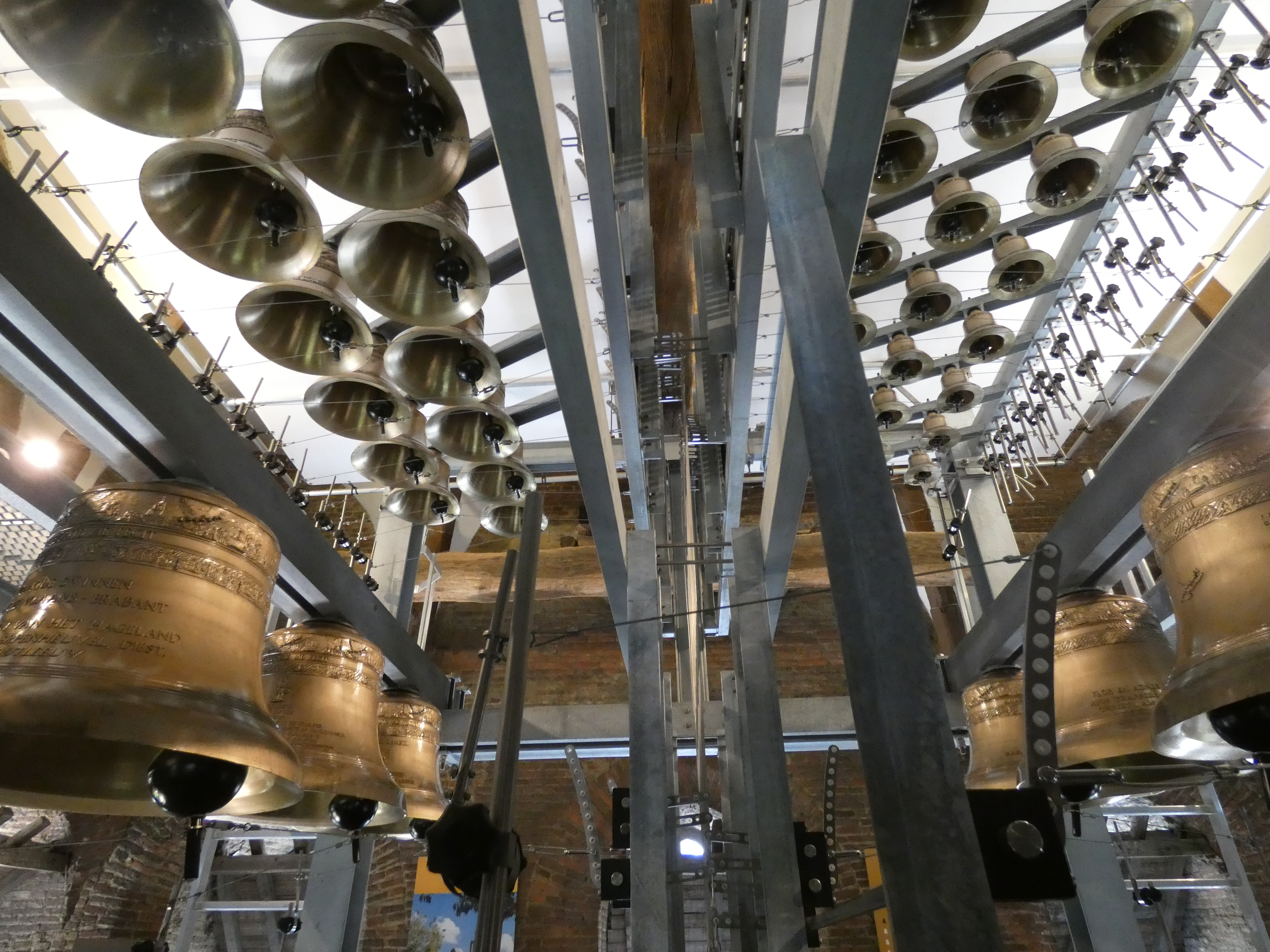
Campanas colgadas de vigas y unidas a un sistema de cables. Vista de las campanas y el sistema de transmisión del Carillón de la Paz de 49 campanas, Aarschot, Bélgica.

Cada llave está conectada a un sistema de transmisión a través de un cable, generalmente de acero inoxidable. Cuando se presiona una tecla en particular, esta tira del cable que, después de interactuar con otros cables y poleas, hace que un badajo se mueva hacia la pared interior de la campana correspondiente a la tecla. En reposo, estos badajos están a unos 2 a 4 centímetros de la superficie de la pared de la campana. Para campanas más grandes, la gravedad es suficiente para sacar el badajo de la campana. Las campanas más pequeñas están equipadas con resortes de retorno para tirar de ellas inmediatamente después del golpe, de modo que la campana no suene más de una vez por cada pulsación de tecla.  Inmediatamente encima de cada llave hay un ajustador de alambre llamado tensor. Estos permiten al artista compensar los cambios en la longitud del cable debido a las fluctuaciones de temperatura.

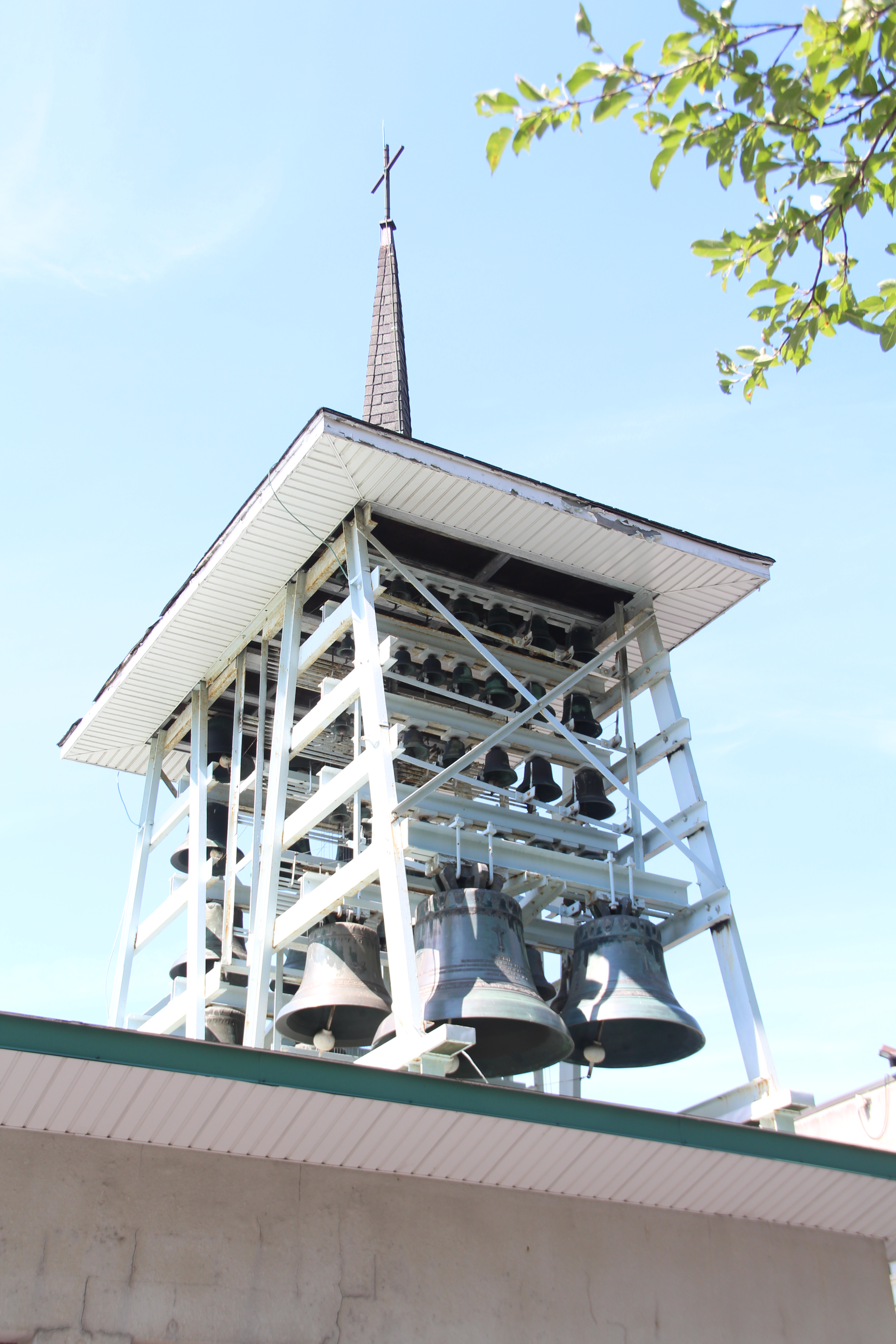
El carillón de 56 campanas del Oratorio de San José, Montreal, Quebec, Canadá. Consta de una estructura de acero que contiene 56 campanas colgantes de varios tamaños y rematada con un chapitel y una cruz.

Las campanas en forma de copa de bronce fundido del carillón se encuentran en la parte superior de una torre en una estructura típicamente hecha de vigas de acero o madera. La disposición de las campanas depende del espacio, la altura y la construcción de la torre, y del número y tamaño de las campanas. Cuando las campanas más pesadas son especialmente grandes, generalmente se colocan debajo de la cabina de juego para lograr una mejor distribución tonal.  Las campanas en sí no se mueven durante la operación, solo los badajos.  Sin embargo, con algunos instrumentos, las campanas más pesadas pueden estar equipadas con un mecanismo que les permite oscilar.

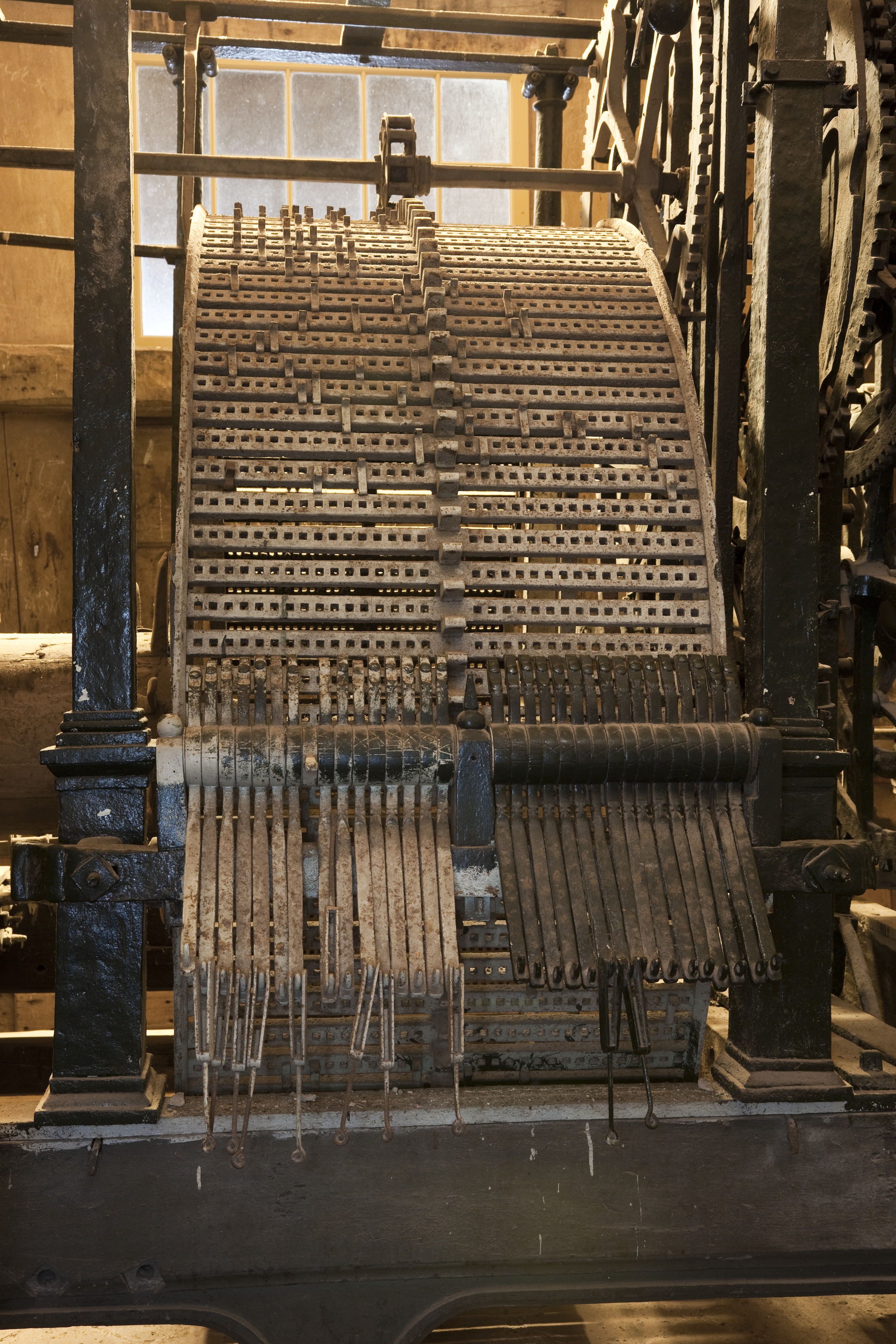
Gran cilindro de metal con clavijas conectadas a engranajes. Frente del mecanismo de relojería del y tambor de ejecución en Sint-Catharijnetoren en Brielle, Países Bajos.

Los carillones también pueden presentar un mecanismo automático mediante el cual se reproducen melodías simples o los cuartos de Westminster en las campanas inferiores. El mecanismo de los carillones europeos suele ser un tambor, que es un gran cilindro de metal conectado a un mecanismo de reloj. Las clavijas de metal se atornillan en el exterior del tambor. Cuando el mecanismo del reloj pone el tambor en movimiento, las clavijas se enganchan en palancas conectadas a martillos que descansan a poca distancia del exterior de la campana. Los martillos se levantan brevemente y luego caen sobre la campana, mientras la clavija continúa girando alejándose de la palanca. Las clavijas están dispuestas de manera que se puedan programar melodías simples para que se reproduzcan en un cuarto de hora específico. En América del Norte, los sistemas de percusión de reproducción automática no son comunes; en cambio, los carillones pueden tener sistemas neumáticos que hacen sonar el instrumento.

## Orígenes
Los orígenes del carillón se remontan a los Países Bajos (actualmente ^[Bélgica]], los Países Bajos y los Países Bajos franceses) en el siglo XVI. El carillón moderno se inventó en 1644 cuando Jacob van Eyck y los hermanos Hemony crearon el primer carillón afinado. El instrumento experimentó un apogeo hasta finales del siglo XVIII, un declive durante la Revolución Francesa, un resurgimiento a finales del siglo XIX, un segundo declive durante la Primera y Segunda Guerra Mundial y un segundo resurgimiento a partir de entonces. La UNESCO ha designado 56 campanarios en Bélgica y Francia como Patrimonio de la Humanidad y ha reconocido la cultura del carillón de Bélgica como patrimonio cultural inmaterial.

## Número de carillones
Según recuentos de varios registros, existen alrededor de 700 carillones en todo el mundo. La mayoría se encuentran en los Países Bajos y sus alrededores, aunque se han construido casi 200 en América del Norte. Casi todos los carillones existentes se construyeron en el siglo XX. Además, existen alrededor de 500 carillones "no tradicionales", que debido a que algún componente de su acción está electrificado o informatizado, y que la mayoría de los registros no consideran carillones. Varios de ellos están ubicados en los Estados Unidos y la mayoría de los demás en Europa occidental. Algunos carillones "viajeros" o "móviles" están fijados a un marco que permite su transporte.

### Libros
- Chesman, Jeremy (2015). Making Music on the Carillon. American Carillon Music Editions. OCLC 917521619.
- Gouwens, John (2013). Campanology: A Study of Bells, with an Emphasis on the Carillon. North American Carillon School. ISBN 978-1-4840-3766-9.
- Gouwens, John (2017). Playing the Carillon: An Introductory Method (5 edición). Guild of Carillonneurs in North America. OCLC 765849175.
- Keldermans, Karel; Keldermans, Linda (1996). Carillon: The Evolution of a Concert Instrument in North America. Springfield Park District. ISBN 0-9652252-0-8. OL 1024319M.
- Lehr, André (2005). Campanology Textbook: The Musical and Technical Aspect of Swinging Bells and Carillons (en neerlandés). Guild of Carillonneurs in North America. OCLC 154672090. Consultado el 26 de julio de 2021.
- Price, Percival (1983). Bells and Man. Oxford University Press. ISBN 978-0-19-318103-8.
- Rice, William Gorham (1914). Carillons of Belgium and Holland: Tower Music in the Low Countries. John Lane Company.
- Rombouts, Luc (2014). Singing Bronze: A History of Carillon Music. Leuven University Press. ISBN 978-90-5867-956-7. Consultado el 29 de junio de 2021.
- Swager, Brian (1993). A History of the Carillon: Its Origins, Development, and Evolution as a Musical Instrument (DMus). Indiana University. OCLC 53120808. Archivado desde el original el 25 de julio de 2021. Consultado el 25 de julio de 2021.

### Revistas
- Barnes, Ronald (1987). «The North American Carillon Movement» (PDF). The Bulletin (Guild of Carillonneurs in North America) 36 (1): 20-37. OCLC 998832003. Consultado el 3 de julio de 2021.
- Barnes, Ronald (29 de marzo de 1979). «Carillonist, not Carillonneur» (PDF). The Bulletin (Guild of Carillonneurs in North America, publicado el 2014) 63 (1): 41-42. OCLC 998832003. Consultado el 3 de julio de 2021.
- Brink, Joey (19 de diciembre de 2017). «Composing for Carillon». NewMusicBox. OCLC 1120054332. Archivado desde el original el 2 de abril de 2021. Consultado el 13 de abril de 2021.
- De Turk, William (1999). «Barber, Menotti, Rota: Carillon Composers in Residence» (PDF). The Bulletin (Guild of Carillonneurs in North America) 48 (1): 53-65. OCLC 998832003. Consultado el 3 de julio de 2021.
- Halsted, Margo (November 2012). «What's in a Name?». Carillon News (Guild of Carillonneurs in North America) (88): 10. OCLC 1120054332. Archivado desde el original el 24 de mayo de 2020. Consultado el 3 de julio de 2021.
- Slater, James B. (2003). «A Register of Honorary Members, 1936–1996» (PDF). The Bulletin (Guild of Carillonneurs in North America) 52 (1). OCLC 998832003. Consultado el 3 de julio de 2021.
- Thorne, Stephen J. (21 de noviembre de 2018). «The Seizing of Europe's Bells». Legion. OCLC 1120054332. Archivado desde el original el 26 de enero de 2021. Consultado el 14 de abril de 2021.
- Van Ulft, Carlo (2020). «Carillon Music: An Evolution» (PDF). The Bulletin (Guild of Carillonneurs in North America) 69 (1): 32-36. OCLC 998832003. Consultado el 3 de julio de 2021.
- Widmann, John (2014). «World Carillon Federation: Mobile Carillons» (PDF). The Bulletin (Guild of Carillonneurs in North America) 63 (2): 12-19. OCLC 998832003. Consultado el 3 de julio de 2021.

### Internet
- Ng, Tiffany (3 de febrero de 2021), Annotated Bibliography of African American Carillon Music, University of Michigan Library, consultado el 24 de julio de 2021 – via DeepBlue.
- «Carillon». Encyclopaedia Britannica. Archivado desde el original el 10 de febrero de 2021. Consultado el 13 de abril de 2021.
- «Carillon». Merriam-Webster Online. Archivado desde el original el 13 de marzo de 2020. Consultado el 19 de julio de 2021.
- «Carillonneur». Merriam-Webster Online. Archivado desde el original el 13 de agosto de 2020. Consultado el 29 de junio de 2021.
- Courter, John; Hurd, Timothy; Janssens, Liesbeth; Macoska, Patrick; Oldenbeuving, Gert; van Wely, Bob (2006), Consensus on technical norms for a world standard carillon keyboard WCF Keyboard 2006 (PDF), World Carillon Federation, archivado desde el original el 17 de noviembre de 2016, consultado el 16 de febrero de 2021.
- «Indexes to Non-traditional Carillons Around the World». TowerBells.org. Archivado desde el original el 5 de mayo de 2021. Consultado el 4 de mayo de 2021.
- «Indexes to Traditional Carillons Around the World». TowerBells.org. Archivado desde el original el 11 de julio de 2020. Consultado el 4 de mayo de 2021.
- Ng, Tiffany; Lewis, Emmet (30 de abril de 2020), International Bibliography of Carillon Music by Women, Transgender, and Nonbinary Composers, University of Michigan Library, consultado el 24 de julio de 2021 – via DeepBlue.
- «Learn to Play». Guild of Carillonneurs in North America. Archivado desde el original el 23 de enero de 2021. Consultado el 16 de febrero de 2021.
- «Organization». World Carillon Federation. Archivado desde el original el 9 de marzo de 2021. Consultado el 14 de junio de 2021.